# Pinguicula lusitanica
Pinguicula lusitanica ist eine fleischfressende Pflanzenart aus der Gattung der Fettkräuter (Pinguicula), Sektion Isoloba. Sie wurde 1753 von Carl von Linné als dritte Art der Gattung erstbeschrieben.

## Beschreibung
Pinguicula lusitanica ist eine mehrjährige Pflanze mit temperiert-heterophyller Wuchsform. Sie wächst in Form einer bodenständigen Rosette, ihr Wurzelwerk besteht aus zahlreichen, feinen Wurzeln. Im Gegensatz zur Mehrzahl der europäischen Arten bildet sie zur Überwinterung kein Hibernakel aus. 

### Blätter
Die Sommer- wie Winterrosette der Art besteht aus fünf bis zwölf länglich-eiförmigen, 0,6 bis 29 Millimeter langen und 3 bis 8 Millimeter breiten grünen Blättern, die entlang ihrer Nervatur rötlich eingefärbt und von der Seite her stark eingerollt sind. Die Blätter der Winterrosette fallen dabei kleiner aus als die der Sommerrosette.

### Blüten
An bis zu acht Blütenstielen bildet die Pflanze zwischen April und Oktober endständige Einzelblüten. Die Pflanze ist dabei ausgesprochen schnellwüchsig und blüht häufig bereits im ersten Jahr. Die zygomorphen Blüten sind blassrosa mit einem gelben Saftmal und selbstbestäubend, die Narbe ist in die Staubbeutel zurückgekrümmt. Die zahlreichen Samen, die in der rundlichen Samenkapsel gebildet werden, sind 0,5 bis 0,65 Millimeter lang und 0,2 Millimeter breit.

### Chromosomenzahl
Die Chromosomenzahl beträgt 2n = 12.

## Verbreitung und Habitat
Die Art ist verbreitet in den atlantischen Küstengebieten Westeuropas von Schottland und den Orkneyinseln über Irland, England, Frankreich und Spanien bis Portugal sowie vereinzelt an den Küsten  im westlichen Mittelmeer (Marokko, Algerien, Südfrankreich). In Frankreich finden sich vereinzelte Areale auch im Landesinneren, diese sind jedoch im Rückgang begriffen. 
Sie besiedelt nährstoffarme Moore und tritt häufig vergesellschaftet mit dem Mittleren Sonnentau (Drosera intermedia) sowie der Dorset-Heide (Erica ciliaris) auf.